# 2008 في تشيلي
فيما يلي قوائم الأحداث التي وقعت خلال عام 2008 في تشيلي.

## سياسة

### انتهاء فترة المنصب
- 11 مارس – إدواردو فراي رويز تاجل President of the Senate of Chile [الإنجليزية]‏.

## برامج ومسلسلات وأنمي
- 31 دقيقة

## وفيات

### سبتمبر
- 5 سبتمبر – لويس سانتيبانييز (مواليد 1936) لاعب كرة قدم تشيلي.